# Phyllococcus
Phyllococcus é um género de insecto extinto da família Pseudococcidae. Contém apenas a espécie Phyllococcus oahuensis.